# Баллады Чайлда
Баллады Чайлда — собрание из 305 английских и шотландских баллад и их американских вариантов, составленное Фрэнсисом Джеймсом Чайлдом в конце XIX века. Оно было опубликовано под названием «Английские и шотландские народные баллады» (англ. The English and Scottish Popular Ballads) в 10 томах, с 1882 по 1898 год, издательством Houghton Mifflin, а позже переиздано пятью томами.

## Характер баллад
Работа Чайлда была не первой в своём роде; до него было издано много менее проработанных сборников баллад Англии и Шотландии, например, «Памятники старинной английской поэзии» (англ. Reliques of Ancient English Poetry) Томаса Перси (1765). На других языках существовали и свои собрания стихотворного и песенного фольклора, например, Danmarks gamle Folkeviser Свена Грундтвига. Чайлд взял структуру описания сюжетов именно из этой работы: баллады классифицированы и пронумерованы, различные версии одной баллады приводятся рядом, для удобства сравнения. Под одним номером у Чайлда может находиться несколько баллад, которые он счёл вариантами одной истории, хотя они могут весьма различаться (например, номер 244 — «James Hatley»). Напротив, в разных балладах могут встречаться одинаковые обороты или даже целые стихи.
Баллады различаются по времени написания. Например, рукопись одной из старейших английских баллад, «Judas» (номер 23), датируется 13 веком, а самая ранняя версия «Малой жесты о Робин Гуде» (англ. A Gest of Robyn Hode, номер 117) была отпечатана на бумаге в конце 15 или начале 16 века. Большинство баллад всё же датируется 17 и 18 столетиями, и очень немногие могут быть с определенностью отнесены к периоду до 1600 года. Тем не менее, коллекция Чайлда была более исчерпывающа, чем любое другое собрание баллад на английском языке.

## Современные фолк-адаптации
Многие чайлдовские баллады остаются частью современной фолк-культуры. Британские электрик-фолк коллективы, такие, как Fairport Convention и Steeleye Span, в значительной степени опираются на них в своем творчестве. Записи некоторых баллад были включены Гарри Смитом в сборник Anthology of American Folk Music.
В 1960 году Джон Джейкоб Найлз опубликовал The Ballad Book of John Jacob Niles, в которой проводил параллели между народными песнями, которые он собрал в начале 20 века в южных штатах США и в Аппалачах и балладами, собранными Чайлдом.

## Список литературы
- Child, Francis James. The English and Scottish Popular Ballads, 5 Volumes (Dover Publications, 2003)
- Bronson, Bertrand Harris. The Traditional Tunes of the Child Ballads, with Their Texts, According to the Extant Records of Great Britain and North America, 4 volumes (Princeton and Berkeley: Princeton University and University of California Presses, 1959, ff.).
- Bronson, Bertrand Harris. The Singing Tradition of Child’s Popular Ballads (Princeton: Princeton University Press, 1976).
- Marcello Sorce Keller, «Sul castel di mirabel: Life of a Ballad in Oral Tradition and Choral Practice», Ethnomusicology, XXX(1986), no. 3, 449—469.